# Llista d'asteroides/189901-190000
| Nom      | Designació provisional | Data de descobriment   | Lloc de descobriment | Descobridor/s               |
| -------- | ---------------------- | ---------------------- | -------------------- | --------------------------- |
| 189901 - | 2003 SQ86              | 16 de setembre de 2003 | Palomar              | NEAT                        |
| 189902 - | 2003 SN95              | 19 de setembre de 2003 | Palomar              | NEAT                        |
| 189903 - | 2003 SW95              | 19 de setembre de 2003 | Palomar              | NEAT                        |
| 189904 - | 2003 SM99              | 19 de setembre de 2003 | Haleakala            | NEAT                        |
| 189905 - | 2003 SO99              | 19 de setembre de 2003 | Haleakala            | NEAT                        |
| 189906 - | 2003 SU100             | 20 de setembre de 2003 | Desert Eagle         | W. K. Y. Yeung              |
| 189907 - | 2003 SH108             | 20 de setembre de 2003 | Palomar              | NEAT                        |
| 189908 - | 2003 SQ109             | 20 de setembre de 2003 | Kitt Peak            | Spacewatch                  |
| 189909 - | 2003 SB110             | 20 de setembre de 2003 | Palomar              | NEAT                        |
| 189910 - | 2003 SO110             | 20 de setembre de 2003 | Palomar              | NEAT                        |
| 189911 - | 2003 ST115             | 16 de setembre de 2003 | Palomar              | NEAT                        |
| 189912 - | 2003 SJ117             | 16 de setembre de 2003 | Kitt Peak            | Spacewatch                  |
| 189913 - | 2003 SR117             | 16 de setembre de 2003 | Palomar              | NEAT                        |
| 189914 - | 2003 SZ118             | 16 de setembre de 2003 | Kitt Peak            | Spacewatch                  |
| 189915 - | 2003 SM138             | 20 de setembre de 2003 | Socorro              | LINEAR                      |
| 189916 - | 2003 SD141             | 19 de setembre de 2003 | Palomar              | NEAT                        |
| 189917 - | 2003 SV141             | 20 de setembre de 2003 | Campo Imperatore     | CINEOS                      |
| 189918 - | 2003 SH143             | 20 de setembre de 2003 | Socorro              | LINEAR                      |
| 189919 - | 2003 SY144             | 19 de setembre de 2003 | Palomar              | NEAT                        |
| 189920 - | 2003 SE150             | 17 de setembre de 2003 | Socorro              | LINEAR                      |
| 189921 - | 2003 SW154             | 19 de setembre de 2003 | Anderson Mesa        | LONEOS                      |
| 189922 - | 2003 SW160             | 17 de setembre de 2003 | Kitt Peak            | Spacewatch                  |
| 189923 - | 2003 SD169             | 23 de setembre de 2003 | Haleakala            | NEAT                        |
| 189924 - | 2003 SM172             | 18 de setembre de 2003 | Socorro              | LINEAR                      |
| 189925 - | 2003 SC174             | 18 de setembre de 2003 | Palomar              | NEAT                        |
| 189926 - | 2003 SP183             | 21 de setembre de 2003 | Socorro              | LINEAR                      |
| 189927 - | 2003 SH191             | 18 de setembre de 2003 | Palomar              | NEAT                        |
| 189928 - | 2003 SV191             | 19 de setembre de 2003 | Palomar              | NEAT                        |
| 189929 - | 2003 SW191             | 19 de setembre de 2003 | Palomar              | NEAT                        |
| 189930 - | 2003 SR200             | 22 de setembre de 2003 | Junk Bond            | D. Healy                    |
| 189931 - | 2003 SE202             | 22 de setembre de 2003 | Anderson Mesa        | LONEOS                      |
| 189932 - | 2003 SX203             | 22 de setembre de 2003 | Anderson Mesa        | LONEOS                      |
| 189933 - | 2003 SW208             | 23 de setembre de 2003 | Palomar              | NEAT                        |
| 189934 - | 2003 SW213             | 26 de setembre de 2003 | Palomar              | NEAT                        |
| 189935 - | 2003 SH230             | 24 de setembre de 2003 | Palomar              | NEAT                        |
| 189936 - | 2003 SO243             | 28 de setembre de 2003 | Kitt Peak            | Spacewatch                  |
| 189937 - | 2003 SK270             | 24 de setembre de 2003 | Haleakala            | NEAT                        |
| 189938 - | 2003 SS275             | 29 de setembre de 2003 | Socorro              | LINEAR                      |
| 189939 - | 2003 SF286             | 20 de setembre de 2003 | Palomar              | NEAT                        |
| 189940 - | 2003 SV291             | 30 de setembre de 2003 | Socorro              | LINEAR                      |
| 189941 - | 2003 SJ294             | 28 de setembre de 2003 | Socorro              | LINEAR                      |
| 189942 - | 2003 SC297             | 18 de setembre de 2003 | Haleakala            | NEAT                        |
| 189943 - | 2003 SD297             | 18 de setembre de 2003 | Haleakala            | NEAT                        |
| 189944 - | 2003 TX                | 3 d'octubre de 2003    | Wrightwood           | J. W. Young                 |
| 189945 - | 2003 TP3               | 4 d'octubre de 2003    | Goodricke-Pigott     | V. Reddy                    |
| 189946 - | 2003 TO10              | 14 d'octubre de 2003   | Palomar              | NEAT                        |
| 189947 - | 2003 TF17              | 15 d'octubre de 2003   | Anderson Mesa        | LONEOS                      |
| 189948 - | 2003 UM4               | 16 d'octubre de 2003   | Junk Bond            | Junk Bond                   |
| 189949 - | 2003 UY4               | 17 d'octubre de 2003   | Socorro              | LINEAR                      |
| 189950 - | 2003 UC7               | 16 d'octubre de 2003   | Anderson Mesa        | LONEOS                      |
| 189951 - | 2003 UX23              | 22 d'octubre de 2003   | Kvistaberg           | Uppsala-DLR Asteroid Survey |
| 189952 - | 2003 UM35              | 16 d'octubre de 2003   | Palomar              | NEAT                        |
| 189953 - | 2003 UA56              | 19 d'octubre de 2003   | Goodricke-Pigott     | R. A. Tucker                |
| 189954 - | 2003 UA59              | 16 d'octubre de 2003   | Palomar              | NEAT                        |
| 189955 - | 2003 UQ60              | 16 d'octubre de 2003   | Palomar              | NEAT                        |
| 189956 - | 2003 UX62              | 16 d'octubre de 2003   | Palomar              | NEAT                        |
| 189957 - | 2003 UZ62              | 16 d'octubre de 2003   | Palomar              | NEAT                        |
| 189958 - | 2003 UK64              | 16 d'octubre de 2003   | Anderson Mesa        | LONEOS                      |
| 189959 - | 2003 UQ65              | 16 d'octubre de 2003   | Palomar              | NEAT                        |
| 189960 - | 2003 UE75              | 17 d'octubre de 2003   | Anderson Mesa        | LONEOS                      |
| 189961 - | 2003 UJ87              | 19 d'octubre de 2003   | Anderson Mesa        | LONEOS                      |
| 189962 - | 2003 UF124             | 20 d'octubre de 2003   | Socorro              | LINEAR                      |
| 189963 - | 2003 UA143             | 18 d'octubre de 2003   | Anderson Mesa        | LONEOS                      |
| 189964 - | 2003 UB190             | 22 d'octubre de 2003   | Kitt Peak            | Spacewatch                  |
| 189965 - | 2003 UB194             | 20 d'octubre de 2003   | Socorro              | LINEAR                      |
| 189966 - | 2003 UV200             | 21 d'octubre de 2003   | Socorro              | LINEAR                      |
| 189967 - | 2003 UL220             | 21 d'octubre de 2003   | Kitt Peak            | Spacewatch                  |
| 189968 - | 2003 UG256             | 25 d'octubre de 2003   | Socorro              | LINEAR                      |
| 189969 - | 2003 UP276             | 30 d'octubre de 2003   | Socorro              | LINEAR                      |
| 189970 - | 2003 WJ74              | 20 de novembre de 2003 | Socorro              | LINEAR                      |
| 189971 - | 2003 WF86              | 21 de novembre de 2003 | Socorro              | LINEAR                      |
| 189972 - | 2003 WB154             | 29 de novembre de 2003 | Socorro              | LINEAR                      |
| 189973 - | 2003 XE11              | 13 de desembre de 2003 | Socorro              | LINEAR                      |
| 189974 - | 2003 XU34              | 3 de desembre de 2003  | Socorro              | LINEAR                      |
| 189975 - | 2003 YN62              | 19 de desembre de 2003 | Socorro              | LINEAR                      |
| 189976 - | 2004 BU27              | 18 de gener de 2004    | Palomar              | NEAT                        |
| 189977 - | 2004 CB32              | 12 de febrer de 2004   | Kitt Peak            | Spacewatch                  |
| 189978 - | 2004 CL77              | 11 de febrer de 2004   | Palomar              | NEAT                        |
| 189979 - | 2004 DG18              | 18 de febrer de 2004   | Haleakala            | NEAT                        |
| 189980 - | 2004 DH24              | 19 de febrer de 2004   | Socorro              | LINEAR                      |
| 189981 - | 2004 DM31              | 17 de febrer de 2004   | Socorro              | LINEAR                      |
| 189982 - | 2004 EE20              | 14 de març de 2004     | Kitt Peak            | Spacewatch                  |
| 189983 - | 2004 ER44              | 15 de març de 2004     | Kitt Peak            | Spacewatch                  |
| 189984 - | 2004 EX67              | 15 de març de 2004     | Catalina             | CSS                         |
| 189985 - | 2004 FL2               | 16 de març de 2004     | Catalina             | CSS                         |
| 189986 - | 2004 FR3               | 18 de març de 2004     | Socorro              | LINEAR                      |
| 189987 - | 2004 FP5               | 19 de març de 2004     | Palomar              | NEAT                        |
| 189988 - | 2004 FR28              | 23 de març de 2004     | Socorro              | LINEAR                      |
| 189989 - | 2004 FX80              | 16 de març de 2004     | Socorro              | LINEAR                      |
| 189990 - | 2004 FF146             | 31 de març de 2004     | Kitt Peak            | Spacewatch                  |
| 189991 - | 2004 GR                | 9 d'abril de 2004      | Siding Spring        | SSS                         |
| 189992 - | 2004 GA22              | 12 d'abril de 2004     | Palomar              | NEAT                        |
| 189993 - | 2004 GO29              | 12 d'abril de 2004     | Anderson Mesa        | LONEOS                      |
| 189994 - | 2004 GH33              | 12 d'abril de 2004     | Palomar              | NEAT                        |
| 189995 - | 2004 GJ38              | 15 d'abril de 2004     | Catalina             | CSS                         |
| 189996 - | 2004 GW60              | 14 d'abril de 2004     | Palomar              | NEAT                        |
| 189997 - | 2004 HF3               | 16 d'abril de 2004     | Socorro              | LINEAR                      |
| 189998 - | 2004 HX6               | 16 d'abril de 2004     | Socorro              | LINEAR                      |
| 189999 - | 2004 HB11              | 19 d'abril de 2004     | Socorro              | LINEAR                      |
| 190000 - | 2004 HG19              | 19 d'abril de 2004     | Socorro              | LINEAR                      |